# Карчери
Карчери (итал. Carceri) — коммуна в Италии, располагается в провинции Падуя области Венеция.
Население составляет 1524 человека, плотность населения составляет 169 чел./км². Занимает площадь 9 км². Почтовый индекс — 35040. Телефонный код — 0429.
В коммуне 25 марта особо празднуется Благовещение Пресвятой Богородицы.